# Лиен, Ида
Ида Лиен (норв. Ida Lien; род. 5 апреля 1997, Драммен, Бускеруд) — норвежская биатлонистка, чемпионка мира 2021 года в эстафете, чемпионка Европы 2024 года в спринте, победительница этапа Кубка мира в эстафете.

## Карьера
В 2020 году Лиен выиграла две медали на Открытом чемпионате Европы в Минске - серебро в спринте и бронзу в смешанной эстафете с Осне Скреде, Сивертом Баккеном и Александром Андерсеном. 
В этом же сезоне Ида дебютировала на Кубке Мира на этапе в Нове-Место, заняв 68-е место в спринте. Несмотря на неудачное выступление в личной гонке, Лиен попала в состав сборной на женскую эстафету, которую выиграла вместе с Каролине Кноттен, Ингрид Тандревольд и Тириль Экхофф. 
1 марта 2024 года Лиен впервые в карьере попала на подиум в личной гонке. На домашнем этапе в Холменколлене Лиен заняла 3-е место в индивидуальной гонке.  

## Результаты

### Участие в Олимпийских играх
| Год  | Место проведения | Инд | Спр | Пр | МС | Эст | См |
| 2022 | Пекин            | —   | 38  | 33 | —  | 4   | —  |

### Выступления на чемпионатах мира
| Год  | Место   | Индивид.гонка | Спринт | Гонкапреследования | Масс-старт | Эстафета | Смешаннаяэстафета | Сингл-микст |
| ---- | ------- | ------------- | ------ | ------------------ | ---------- | -------- | ----------------- | ----------- |
| 2021 | Поклюка | 11            | 17     | 17                 | 24         | 1        | —                 | —           |

### Открытые Чемпионаты Европы
| Год  | Место проведения | Суперспринт | Спринт | Пр | СЭ | ОСЭ |
| ---- | ---------------- | ----------- | ------ | -- | -- | --- |
| 2020 | ЧЕ Раубичи/Минск | 29          | 2      | 10 | 3  | —   |